# Flughafen Paphos

i8
i11
i13
Der Flughafen Paphos (griechisch Διεθνής Αερολιμένας Πάφου, türkisch Baf Uluslararası Havalimanı, IATA-Code: PFO, ICAO-Code: LCPH) ist ein Flughafen im Westen der Republik Zypern 16 km südöstlich von Paphos auf dem Gebiet der Gemeinde Achelia und ist nach dem Flughafen Larnaka der zweitgrößte Flughafen des Landes. Am Flughafen gibt es 28 Check in-Schalter, sieben Gates und 22 Flugzeugstandplätze.

## Fluggesellschaften und Ziele
Seit 2012 fliegt Ryanair europaweit nach London-Stansted, Chania, Bergamo, Thessaloniki, Bologna, Athen, Köln und Brüssel-Charleroi. Anfang 2012 hatte Ryanair die Eröffnung ihrer 50. Basis auf dem Flughafen Paphos angekündigt. Seit 2015 bis zur Insolvenz der Fluggesellschaft flog Germania zu den Städten Erfurt, Düsseldorf, Berlin-Schönefeld, Hamburg, Nürnberg und Dresden.

## Verkehrszahlen
| Jahr | Passagiere | Fracht (Tonnen) |
| ---- | ---------- | --------------- |
| 2024 | 3.633.990  | 113             |
| 2023 | 3.565.512  | 272             |
| 2022 | 3.179.751  | 49              |
| 2021 | 1.517.465  | 84              |
| 2020 | 632.890    | 131             |
| 2019 | 3.044.402  | 399             |
| 2018 | 2.872.391  | 273             |
| 2017 | 2.518.169  | -               |
| 2016 | 2.336.471  | 468             |
| 2015 | 2.277.741  | 343             |
| 2014 | 2.097.923  | 403             |
| 2013 | 2.175.114  | 287             |
| 2012 | 2.242.797  | 500             |
| 2011 | 1.778.898  | -               |
| 2010 | 1.613.546  | -               |
| 2009 | 1.590.905  | -               |
| 2008 | 1.765.461  | -               |
| 2007 | 1.744.800  | -               |
| 2006 | 1.832.655  | -               |